# Tarsostenus
Tarsostenus – rodzaj chrząszczy z rodziny przekraskowatych i podrodziny Korynetinae.
Chrząszcz o wąskim, walcowatym w kształcie ciele. Głowa jest duża, szersza od przodu przedplecza. Czułki ma długie, smukłe, jasnobrunatne, zwieńczone ciemniejszymi buławkami, zbudowanymi z trzech ostatnich, luźno zestawionych członów. Oczy złożone są nieszczególnie mocno wykrojone na przednich brzegach. Przedplecze jest niemal tak szerokie jak nasada pokryw, słabo wypukłe, o mniej więcej równoległych bokach, tylko u podstawy obrzeżone. Pokrywy nakrywają od góry cały odwłok. Stopy tylnej pary mają pierwszy człon ukryty pod nasadą drugiego.
Owady te są saproksylicznymi drapieżnikami, polującymi na drewnożerne chrząszcze z rodziny kapturnikowatych. Swe ofiary ścigają w ich własnych żerowiskach.
Rodzaj ma zasięg kosmopolityczny, wskutek rozwleczenia z drewnem po całym świecie gatunku T. univittatus. Gatunek ten napotkano dwukrotnie w Polsce, jednak do Europy Środkowej zawlekany jest bardzo rzadko.
Rodzaj ten wprowadzony został w 1844 roku przez Maximiliana Spinolę. Należą doń:
- Tarsostenus carus (Newman, 1840)
- Tarsostenus hilaris (Westwood, 1849)
- Tarsostenus univittatus (Rossi, 1792)